# Castrezzato
Castrezzato – miejscowość i gmina we Włoszech, w regionie Lombardia, w prowincji Brescia.
Według danych na rok 2004 gminę zamieszkiwało 5799 osób, 446,1 os./km².